# Kadidiatou Diani
Kadidiatou Diani (Ivry-sud-Seine, Illa de França, França; 1 d'abril de 1995) és una futbolista francesa. Juga de davantera i des del 2017 el seu equip és el Paris Saint-Germain de la Division 1 Féminine de França. És internacional absoluta amb la selecció nacional des de 2014.
Diani ha jugat per França en categories juvenils, incloent la Copa Mundial Femenina sub-17 de 2012, on va fer quatre gols i va ajudar el seu equip a guanyar el torneig. A més va jugar la Copa Mundial Femenina sub-20 de 2014, on França va obtindre el tercer lloc.
Va ser citada per a ser part del planter que jugà la Copa Mundial Femenina de 2019, així com l'Eurocopa del 2022.